# Henry E. Eccles
Henry Effingham Eccles (* 31. Dezember 1898 in Bayside, Queens County, New York; † 14. Mai 1986 in Needham, Massachusetts) war ein US-amerikanischer Konteradmiral der US Navy, der unter anderem als Autor und Forscher die Lehre für Marinelogistik und Militärtheorie am Naval War College in den 1940er bis 1970er Jahren maßgeblich prägte.

## Leben
Henry Eccles trat nach dem Besuch des Columbia College der Columbia University in die US Naval Academy in Annapolis ein. Nach deren Abschluss 1922 fand er Verwendungen als Seeoffizier auf U-Booten, Schlachtschiffen, Kreuzern und Zerstörern. Zwischenzeitlich absolvierte er ein postgraduales Studium an der Columbia University, das er 1930 mit einem Master of Science (M. S.) beendete.
Während des Zweiten Weltkrieges war er Kommandant des Zerstörers USS John D. Edwards. Nach einer Ausbildung am US Army War College 1943 wurde er Mitarbeiter im Marineministerium (US Department of the Navy), ehe er anschließend Verwendung bei der Servicetruppe der US Pacific Fleet fand. Darüber hinaus war er Absolvent des Naval War College in Newport.
Nach Kriegsende war Eccles von 1946 bis 1947 Kommandant der Washington, ein Schlachtschiff der North-Carolina-Klasse, ehe er von 1947 bis 1951 als erster Leiter der Abteilung für Logistik am Naval War College fungierte. Dieser Abteilung blieb er auch in den folgenden drei Jahrzehnten als Berater verbunden und prägte durch seine Forschungen und Fachbüchern die Lehre zur Marinelogistik und Militärtheorie am Naval War College maßgeblich, insbesondere auch durch seine Zusammenarbeit mit Herbert Rosinski.
1951 wechselte er als Konteradmiral zum neu geschaffenen Allied Forces Southern Europe (AFSOUTH) und war dort im Hauptquartier in Neapel bis zu seiner Versetzung in den Ruhestand am 30. Juni 1952 Vize-Chef des Stabes für Logistik. Danach wurde er Forscher am Logistischen Forschungsprojekt der George Washington University sowie bei der Forschungsstiftung der Ohio State University. Ihm zu Ehren wurde die Henry E. Eccles Library benannt, eine Bücherei, die sich in dem nach H. Kent Hewitt benannten Gebäude des Naval War College befindet.

## Veröffentlichungen
- Logistics in the national defense, 1959
- Logistics and Strategy. A Lecture devilvered at Naval War College, 2. January 1962, in: Naval War College Review, März 1962, S. 15–30
- Military concepts and philosophy, 1965
- Military Theory and Education. The Need For and the Nature Of, in: Naval War College Review, Februar 1969, S. 70–79
- Suez 1956 - Some Military Lessons, in: Naval War College Review, März 1969, S. 28–56
- The Russian Maritime Threat. An Approach to the Problem, in: Naval War College Review, Juni 1969, S. 4–14
- Military power in a free society, 1979